# Johnny Kucks
John Charles "Johnny" Kucks, född den 27 juli 1932 i Hoboken i New Jersey, död den 31 oktober 2013 i Saddle River i New Jersey, var en amerikansk professionell basebollspelare som spelade sex säsonger i Major League Baseball (MLB) 1955–1960. Kucks var högerhänt pitcher.
Kucks vann World Series med New York Yankees två gånger, 1956 och 1958, och togs ut till all star-matchen 1956.

## Uppväxt
Kucks föddes i Hoboken, men växte upp i Jersey City. Han var yngsta barnet i familjen och hade sex äldre syskon. Hans far var slaktare.

## Karriär

### New York Yankees
Kucks skrev på för New York Yankees inför 1952 års säsong och inledde samma år sin proffskarriär i farmarklubben Norfolk Tars i Piedmont League, där han togs ut till ligans all star-lag.
1953–1954 tjänstgjorde Kucks i USA:s armé, men året därefter lyckades han ta en plats i Yankees spelartrupp. Han debuterade i MLB den 17 april och sex dagar senare fick han starta en match för första gången. Han presterade sin första shutout den 24 juli mot Kansas City Athletics. Totalt under grundserien var Kucks 8-7 (åtta vinster och sju förluster) med en earned run average (ERA) på 3,41 på 29 matcher, varav 13 starter. I World Series gjorde Kucks två inhopp, men Yankees förlorade mot Brooklyn Dodgers med 3-4 i matcher.
1956 var Kucks bästa säsong. Han var starter nummer två för Yankees efter stjärnan Whitey Ford. Kucks vann 18 matcher, näst bäst i Yankees efter just Ford, och förlorade nio. Han hade hela tolv complete games och tre shutouts och hans ERA var 3,85. Han togs ut till all star-matchen, men fick aldrig hoppa in i matchen. Yankees gick återigen till World Series, men där var Kucks degraderad till inhoppare på grund av smärta i armbågen, vilken hade dykt upp mot slutet av säsongen. Han fick hoppa in i de första två matcherna, men sedan fick han stå vid sidan om i de följande fyra matcherna (en av dem var Don Larsens berömda perfect game). I den sjunde och avgörande matchen fick han något överraskande förtroendet att starta matchen, och den möjligheten tog han vara på. Han pitchade en shutout där han bara tillät motståndarna, som för andra året i rad var Brooklyn Dodgers, tre hits. Yankees vann matchen med 9-0. Matchen tog slut med en strikeout av Jackie Robinson, vilket skulle visa sig vara Robinsons sista framträdande i MLB.
Kucks kunde aldrig uppnå samma nivå på sitt spel igen. 1957 var han 8-10 med en ERA på 3,56 på 37 matcher, varav 23 starter. Han var även närvarande när några Yankees-spelare hamnade i ett uppmärksammat bråk i en nattklubb i New York i mitten av maj, och bötfälldes med 500 dollar av Yankees på grund av händelsen. Yankees gick även detta år till World Series, där det dock blev förlust mot Milwaukee Braves med 3-4 i matcher. Kucks fick bara göra ett inhopp.
Kucks sista hela säsong för Yankees var 1958, då han var 8-8 med en ERA på 3,93 på 34 matcher, varav 15 starter. Han var med och vann World Series för andra gången när Yankees besegrade Milwaukee Braves med 4-3 i matcher. Han gjorde två inhopp i matchserien.
I slutet av maj 1959 bytte Yankees bort Kucks till Kansas City Athletics. Han hade inte spelat bra fram till dess och var 0-1 med en ERA på 8,64. Totalt för Yankees var han 42-35 med en ERA på 3,82 på 143 matcher, varav 83 starter.

### Kansas City Athletics
Under resten av 1959 års säsong spelade Kucks bättre och var 8-11 med en ERA på 3,87 på 33 matcher, varav 23 starter. Året efter blev hans sista i MLB. Han, som brukade vara bra på att få slagmännen att slå bollar längs marken, tillät 22 homeruns på 114 innings pitched. Han vann inte sin första match det året förrän den 12 juni, och då som inhoppare. I slutet av juli fick han ändå chansen att starta en match och pitchade en complete game som Kansas City vann med 2-1. Under resten av säsongen vann han dock bara en av elva starter. Totalt under säsongen var han 4-10 med en ERA på 6,00 på 31 matcher, varav 17 starter.

### Minor leagues
1961 spelade Kucks för farmarklubben Rochester Red Wings i International League. Efter den säsongen köptes han av Baltimore Orioles, som snabbt bytte bort honom till St. Louis Cardinals. Följande säsong spelade han för farmarklubben Atlanta Crackers i International League. Han fick inför 1963 års säsong chansen att ta en plats i New York Mets spelartrupp, men misslyckades med detta och tillbringade ytterligare en säsong för Atlanta Crackers. Under försäsongsträningen 1964 skadade han sig i armen och gjorde aldrig några fler matcher som proffs. I stället började han arbeta som talangscout för St. Louis Cardinals.

## Efter karriären
Kucks bosatte sig efter karriären i Hillsdale i New Jersey. Han arbetade fram till 1973 som börsmäklare och därefter under många år som revisor.
Kucks dog av cancer den 31 oktober 2013.

## Övrigt
Kucks gifte sig med Barbara Daum 1955 och de förblev gifta ända till Barbaras död 2006. De fick två döttrar, Laura-Jean och Rebecca.